# Kamaz 43253
Il KAMAZ-43253 ( in russo: КамАЗ-43253 ) è un autocarro a trazione integrale 6x6. È prodotto dallo stabilimento Kamaz di Naberezhnye Chelny in versione militare e civile.
Il veicolo è stato prodotto in serie almeno dal 2001 e il suo successore è il Kamaz 4308. Il Kamaz 43255 è una variante del camion in versione ribaltabile.

## Descrizione

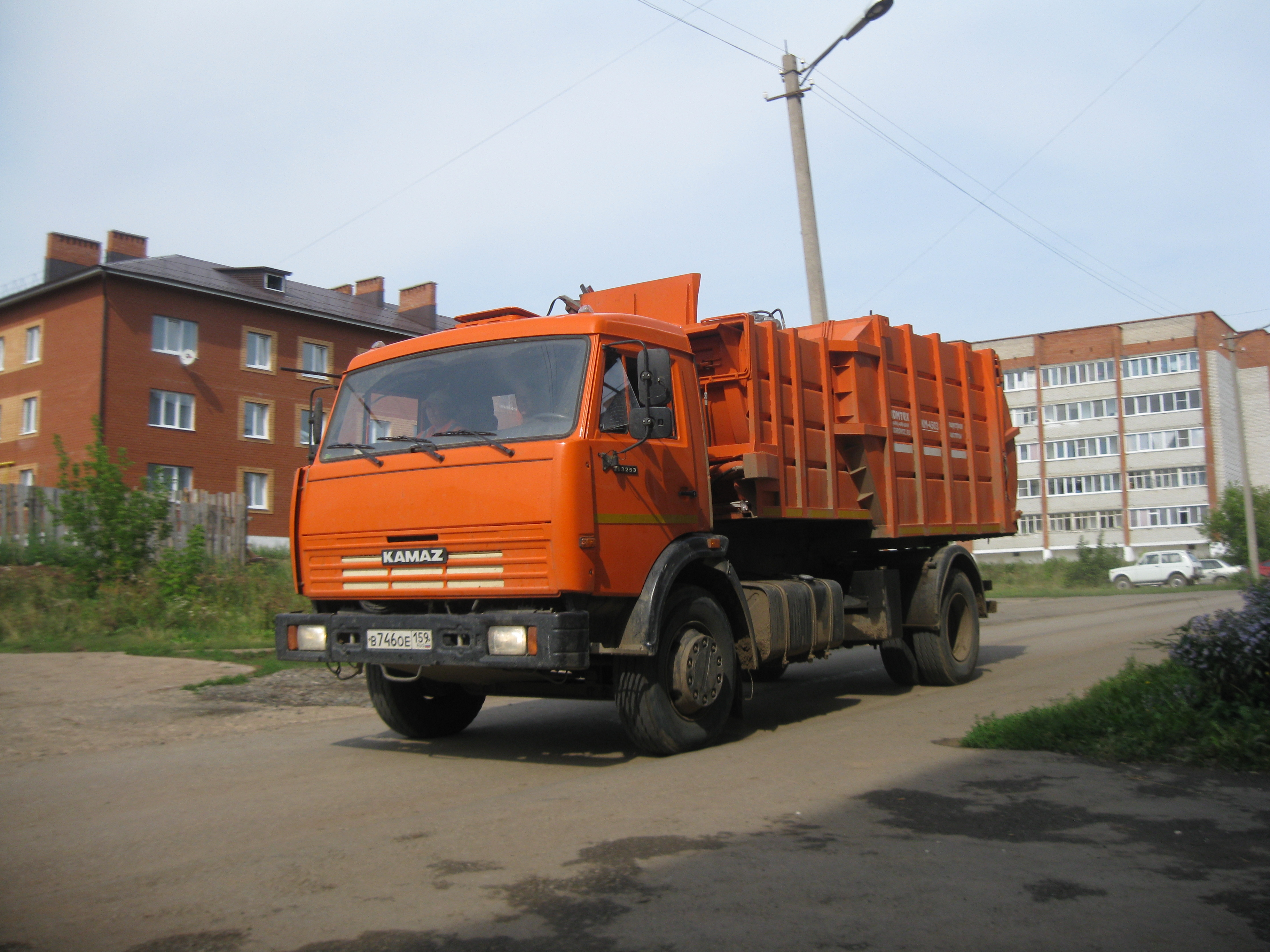
KamAZ-43253 versione camion della spazzatura (2013)

Non è chiaro quando sia iniziata esattamente la produzione in serie. Tuttavia, il camion è stato offerto dal produttore almeno dal 2001. Oltre ad essere progettato come autocarro a pianale ribassato, l'autocarro fungeva anche da base per varianti. Questi includono una gru mobile, un'autocisterna, un camion della spazzatura e un'autopompa.
Il produttore equipaggia il camion con la stessa tecnologia del più leggero KamAZ-4308. Il motore diesel a sei cilindri è un Cummins da 242 CV (178 kW). In alternativa viene proposta una versione con soli 185 CV, sempre con motore Cummins. Nei veicoli precedenti sono stati installati motori dello stesso produttore, che erogano 210 CV (154 kW), nonché motori di produzione tedesca con 240 CV (176 kW) fornito da ZF Friedrichshafen. Ha sei marce con cambio manuale.
Il veicolo è progettato per il trasporto locale e di conseguenza non dispone di una cabina con letto per il conducente.

## Caratteristiche

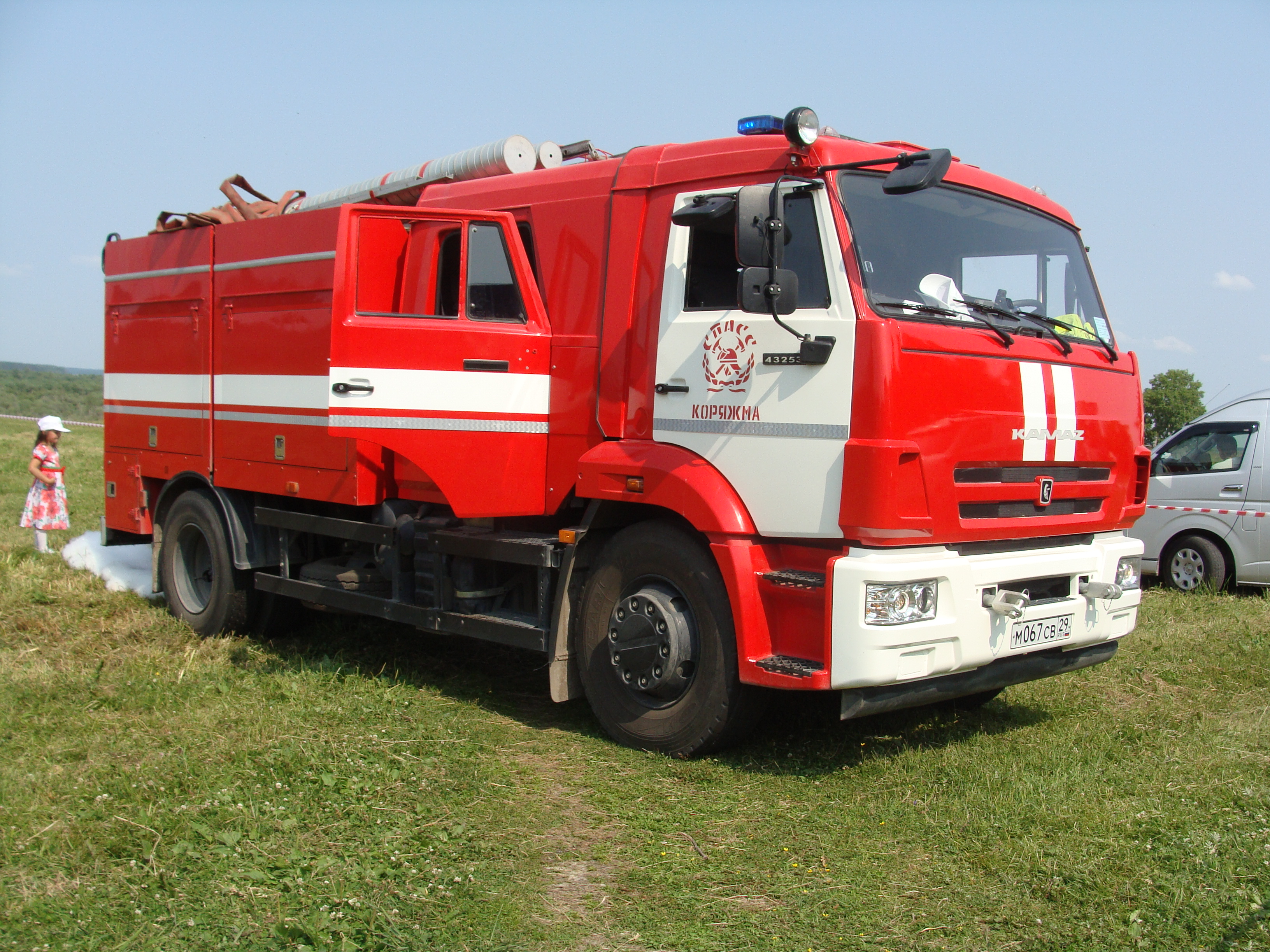
Camion dei pompieri basato sul KamAZ-43253 (2016)

I dati qui elencati si applicano ai veicoli del tipo KamAZ-43253, offerti dal produttore a metà del 2016. I singoli valori possono variare leggermente durante il periodo di costruzione a causa di varie modifiche ai veicoli.
- Motore: diesel R6 a 4 tempi
- Tipo di motore: Cummins ISB6.7e4 245, Cummins 4 ISBe 185 Euro-3, P4, volume 4.4616 litri, 180 CV. (133 kW) a 2500 giri/min, 647 Nm a 1700 giri/min (installato sul modello restyling), Cummins 6 ISBe 210 Euro-3, P6, 6,7 litri, 210 CV. (155 kW) a 2500 giri/min, 773 Nm a 1700 giri/min e un KAMAZ 740.31-240 Euro-2, V8, 10,85 litri, 240 CV (176 kW) a 2200 giri/min, 912 Nm a 1100-1500 giri/min.
- Potenza: 242 CV (178 kW)
- Coppia massima: 925 Nm
- Cilindrata: 6,7 litri
- Norma di emissione: EURO 4
- Capacità del serbatoio: 350 l
- Trasmissione: cambio manuale a sei marce
- Tipo di trasmissione: ZF 6S1000 di ZF Friedrichshafen
- Velocità massima: 90 km/h
- Formula di guida : 4×2
- Tensione di bordo: 24 V
- Alternatore: 28V, 2000W
- Batteria: 2 × 190 Ah, 12 V, collegata in serie
- Lunghezza: 7505 mm
- Larghezza: 2550 mm
- Altezza: massimo 3320 mm
- Interasse: 4200 mm
- Dimensioni interne del vano di carico (L × P × A): 5162 mm × 2470 mm × 730 mm
- Diametro di sterzata: 20 m
- Peso a vuoto: 7015 kg
- Carico utile: 7250 kg
- Peso totale consentito: 14.590 kg
- Carico massimo sull'asse anteriore: 5145 kg
- Carico massimo sull'asse posteriore: 9445 kg
- Pendenza massima percorribile: 25%

## Utilizzatori

### Militari
Ucraina
- Guardia nazionale dell'Ucraina